# أدفانس تليكوم
أدفانس تليكوم (بالأردوية:ايڈوانس ڻيليكوم) هي أكبر شركة هواتف محمولة في باكستان. تأسست في 2003. يقع مقرها في كراتشي. بدأت الشركة عند تأسيسها بشراكة مع مجموعة إل جي ثم في 2005 قامت بشراكة مع موتورولا ثم مع نوكيا في 2006.

## وصلات خارجية
- الموقع الرسمي